# Omphisa
Omphisa é um gênero de mariposa pertencente à família Crambidae.